# La Grande Chartreuse (court métrage)
Pour plus de détails, voir Fiche technique et Distribution.
La Grande Chartreuse est un documentaire français réalisé par René Clément, sorti en 1938.

## Fiche technique
- Titre français : La Grande Chartreuse
- Réalisation : René Clément
- Photographie : René Clément
- Pays d'origine :  France
- Langue originale : français
- Format : noir et blanc — 35 mm — 1,37:1 — son Mono
- Genre : Documentaire
- Dates de sortie :  France : 1938